# Карасу (Коптогайський сільський округ)
Карасу́ (каз. Қарасу) — село у складі Уїльського району Актюбінської області Казахстану. Входить до складу Коптогайського сільського округу.
Населення — 234 особи (2021; 232 у 2009, 467 у 1999, 419 у 1989).